# Stef Meeder
Stef Meeder (Schiedam, 12 april 1935 – 23 oktober 2024) was een Nederlands organist die vooral populariteit genoot in de jaren zestig en zeventig van de 20e eeuw.
In de jaren zestig werd het hammondorgel populair als huisorgel, vooral bij mensen met een christelijke achtergrond. Meeder koos echter, evenals bijvoorbeeld de organisten Klaus Wunderlich en Cor Steyn, meer de richting van popmuziek, schlagers, latin en swing. Daardoor kreeg het hammondorgel de aandacht van een breder publiek. 
Hij schreef cursusmateriaal voor orgel en keyboard, dat nog altijd veelvuldig wordt gebruikt.
Hij speelde in de jaren 60 ook op zondag in De Kuip in Rotterdam.
Meeder heeft in 1965 in Schiedam een orgelwinkel geopend. Begin jaren tachtig kwam daar een winkel bij aan de Zwart Janstraat in Rotterdam, volledig gespecialiseerd in keyboards die toen populair werden. Deze verkocht hij in de jaren negentig aan firma Johannes de Heer in Rotterdam.
Hij verhuisde hierna naar Breda.
Meeder overleed in oktober 2024 op 89-jarige leeftijd.

## Discografie
Meeder maakte meer dan 60 lp's en cd's, vooral in de jaren zeventig.

### Albums (selectie)
- Hits op Hammond; hammondorgel met ritmische begeleiding (1965, Decca)
- Hammond House Party (1968, EMI)
- Games That Lovers Play (1968, Gemini)
- What Now My Love (1970, Gemini)
- Provocative Hammond (1970, EMI)
- Happy Landing with Stef Meeder (1970, Imperial)
- Hammond Harmony (1974, Imperial)
- 100 Super Hits (1982, Trent Records)
- Hollands Goud (2003, CNR Records)